# Vipera altaica
Vipera altaica (лат.) — вид ядовитых змей из семейства гадюковых. Обитает в Сауре и Алтайских горах. Отличается маленькими размерами и большим количеством брюшных щитков. Многими герпетологами рассматривается как невалидный таксон в связи с низкой степенью генетической дифференциации от восточной степной гадюки (Vipera renardi).

## Описание
В длину не превышает 40 см, но отличается большим числом брюшных щитков: от 142 до 155 (в среднем 146). Внешний вид схож с восточной степной гадюкой, верхняя сторона тела коричневатая, серая или голубовато-серая с заметным зигзагообразным рисунком. Брюхо белое, иногда чёрно-белое, но в этом случае светлые тона преобладают.

## Распространение
Эндемик. Известен на территории Алтайских и Саурских гор на севере Казахстана (Северо-Казахстанская и Павлодарская области). Возможно обитает в Синьцзян-Уйгурском автономном районе (Китай) и в Алтайском крае (Россия).

## Таксономия
Вид был описан в 2010 году по экземплярам, собранным в восточном Казахстане, на основе морфологических отличий от восточной степной гадюки. Эти виды обитают парапатрически, и ареал Vipera altaica находится на границе распространения восточной степной гадюки. В 2015 году Зиненко с соавторами, проанализировав мтДНК разных видов гадюк комплексов Vipera ursinii и Vipera renardi, указали, что Vipera altaica принадлежит кладе, объединяющей восточные популяции восточной степной гадюки, из-за чего для выяснения таксономического положения Vipera altaica требуются дополнительные исследования, основанные на большем объёме данных и сочетающие морфологические, экологические и генетические данные. В работе 2020 года Freitas с соавторами рекомендовали считать вид невалидным в связи низкой степенью генетической дифференциации от других видов. Тем не менее, база данных Reptile Database продолжает рассматривать этот таксон в качестве самостоятельного вида.